# Luotuo’ao (köpinghuvudort i Kina, Hubei Sheng, lat 30,69, long 115,39)
Luotuo'ao är en köpinghuvudort i Kina. Den ligger i provinsen Hubei, i den centrala delen av landet, omkring 110 kilometer öster om provinshuvudstaden Wuhan. Antalet invånare är 33 132. Befolkningen består av 15 561 kvinnor och 17 571 män. Barn under 15 år utgör 12,0 %, vuxna 15-64 år 78 %, och äldre över 65 år 8,0 %.
Runt Luotuo'ao är det tätbefolkat, med 550 invånare per kvadratkilometer. Närmaste större samhälle är Fengshan, 11,3 km norr om Luotuo'ao. I omgivningarna runt Luotuo'ao växer i huvudsak blandskog.
Genomsnittlig årsnederbörd är 1 868 millimeter. Den regnigaste månaden är juli, med i genomsnitt 305 mm nederbörd, och den torraste är januari, med 48 mm nederbörd.